# Holomitrium seticalycinum
Holomitrium seticalycinum är en bladmossart som beskrevs av C. Müller 1896. Holomitrium seticalycinum ingår i släktet Holomitrium och familjen Dicranaceae. Inga underarter finns listade i Catalogue of Life.